# Legbar

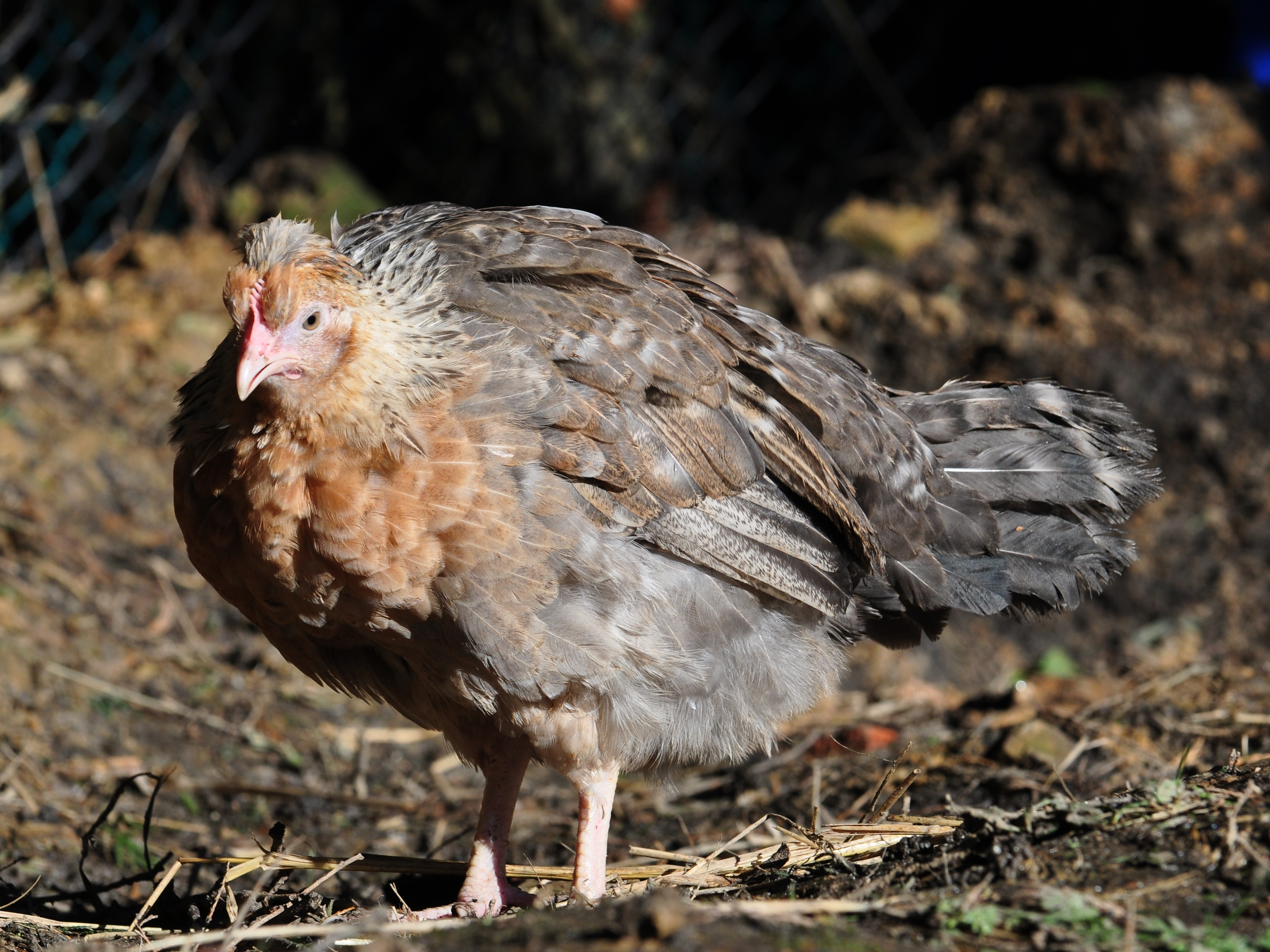
Legbar-hönan Edwina.

Legbar är en lätt hönsras från Storbritannien. Legbar erkändes som ras 1935 och är framavlad genom en korsning av brun leghorn och tvärrandig plymouth rock. Rasen har fått sitt namn genom en sammansättning av leg, en syftning på att den härstammar från leghorn, och bar, av det engelska ordet för tvärrandig, barred. Legbar skall inte förväxlas med Creme Legbar som är en helt annan ras, vilken värper blå/turkosa ägg. 
Till utseendet kännetecknas legbar främst av sin karakteristiska fjäderdräkt, som alltid är så kallad legbarfärgad. Denna färgvariant yttrar sig hos tupparna så att individerna är grå- och ljust tvärrandiga med rödaktig rygg och skuldror och något rödgulaktigt halsbehäng. Hönorna har en fjäderdräkt som är grå till brunaktig, med svagare grå till gråvit tvärrandig och lite gulaktigt huvud och hals.
En höna väger omkring 1,8 kg och en tupp väger 2–2,2 kg. Äggen är vita och väger ungefär 58 gram. Det finns en dvärgvariant av rasen, framavlad i Storbritannien. Vikten för en höna av dvärgvarianten är cirka 800 gram och för en tupp omkring 900 gram. Även dvärgvarianten lägger vita ägg, som väger cirka 35 gram. Hönorna värper bra och rasen har också den goda produktionsegenskapen att den är snabbvuxen. Det går tidigt att se vilka kycklingar som är tuppar och vilka som är hönor, dagsgamla tuppkycklingar är tydligt ljusare än hönkycklingarna. På hönkycklingarnas rygg finns också två mörkare bruna streck.
Legbar kom till Sverige i slutet av 1930-talet men utkonkurrerades som produktionsras i stora besättningar på 1960-talet av de så kallade värphybriderna.

## Färg
- Legbarfärgad